# Lígia (canção)
"Lígia" é uma canção composta em 1972 por Antônio Carlos Jobim e foi dedicado ao Lygia Marina de Moraes. A música foi primeira vez gravada por Chico Buarque no álbum Sinal Fechado (1974).

## Composição
O protagonista teme que, após um primeiro encontro romântico, apenas um deles se apaixone perdidamente, e que o amor não seja correspondido. Por isso, ele trava uma batalha contra um amor que não consegue vencer.